# Billboard Japan Music Awards
Billboard Japan Music Awards (jap. ビルボード・ジャパン・ミュージック・アワード) – coroczna ceremonia rozdania nagród muzycznych, organizowana od 2009 roku i przyznawana przez „Billboard” (amerykański tygodnik) oraz Hanshin Contents Link Corporation (japońską firmę komunikacyjną), która prowadzi „Billboard Japan” na licencji magazynu.
Nagrody są przyznawane artystom krajowym i międzynarodowym, którzy osiągnęli najlepsze wyniki na japońskich listach przebojów Billboard w ciągu roku. Każda nagroda opiera się na innej formule, łączącej zarówno dane z list przebojów, jak i głosowanie publiczności. Główna nagroda, Artysta Roku, przyznawana jest wyłącznie w głosowaniu powszechnym.

## Nagrody
Kategorie muzyczne
- Billboard Japan Hot 100 of the Year (roczny łączny lista singli) (2009–obecnie)
- Billboard Japan Hot Albums of the Year (roczna lista sprzedaży albumów) (2015–obecnie)
- Billboard Japan Top Single Sales of the Year (roczna lista sprzedaży singli) (2009–obecnie)
- Billboard Japan Hot Animation of the Year (roczna lista piosenek wykorzystanych w anime) (2011–obecnie)
- Billboard Japan Top Albums Sales of the Year (roczna lista sprzedaży albumów) (2009–obecnie)
- Billboard Japan Streaming Songs of the Year (roczna lista przebojów serwisów streamingowych) (2017–obecnie)
- Billboard Japan Download Songs of the Year (roczna lista sprzedaży (pobrań) piosenek) (2017–obecnie)
- Billboard Japan Download Albums of the Year (roczna lista sprzedaży (pobrań) albumów) (2017–obecnie)
- Billboard JAPAN Heatseekers Songs of the Year (lista utworów artystów (których utwory najszybciej zdobywają listy przebojów)) (2021–obecnie)
- Billboard JAPAN TOP User Generated Songs of the Year (lista utworów z treściami generowanymi przez użytkowników) (2021–obecnie)
- Billboard JAPAN TikTok Songs of the Year (lista wyświetleń teledysków w aplikacji TikTok) (2022–obecnie)
- Billboard JAPAN ニコニコ VOCALOID SONGS of the Year (lista wyświetleń wideo piosenek wykorzystujących VOCALOID i oprogramowanie do syntezy głosu na Nico Nico Douga) (2023–obecnie)
- Billboard JAPAN Global Japan Songs Excl. Japan of the Year (lista japońskich piosenek na świecie z wyłączeniem Japonii) (2024–obecnie)

Kategorie artystów
- Billboard Japan Artist of the Year (Nagroda dla Najlepszego Artysty Roku) (2009–obecnie)
- Billboard Japan Top Pop Artist (Nagroda dla Najlepszego Popowego Artysty) (2009–obecnie)
- Billboard Japan Jazz Artist of the Year (Nagroda dla Najlepszego Jazzowego Artysty Roku) (2009–obecnie)
- Billboard Japan Classic Artist of the Year (Nagroda dla Najlepszego Klasycznego Artysty Roku) (2009–obecnie)
- Billboard Japan Animation Artist of the Year (Nagroda dla Najlepszego (piosenek) Anime Artysty Roku) (2011–obecnie)
- Billboard Japan Independent Artist of the Year (Nagroda dla Najlepszego Niezależnego Artysty Roku) (2009–obecnie)

Poprzednie kategorie
- Billboard Japan Digital and Airplay Overseas of the Year (roczna japońska lista przebojów muzyki zagranicznej oparta na podstawie pobrań z iTunes Store i liczby odtworzeń radiowych (od 2014 roku kategoria nazywa się Overseas of the Year)) (2011–2014)
- Billboard Japan Adult Contemporary of the Year (lista przebojów na podstawie liczby odtworzeń w programach radiowych skierowanych do dorosłych w wieku 35+) (2009–2014)
- Billboard Japan Independent of the Year (lista sprzedaży singli i albumów niezależnych) (2009–2014)
- Billboard Japan Overseas Soundtrack Albums (lista sprzedaży albumów ze ścieżkami dźwiękowymi muzyki zagranicznej) (2009–2014)
- Billboard Japan Radio Songs of the Year (lista według liczby odtworzeń radiowych (kategoria wcześniej znana jako Airplay of the Year)) (2009–2016)
- Billboard Japan Hot Overseas of the Year (roczny japońska lista przebojów muzyki zagranicznej oparta na podstawie pobrań z iTunes Store i liczby odtworzeń radiowych) (2014–2020)
- Billboard Japan Top Classical Albums of the Year (lista sprzedaży albumów klasycznych) (2009–2016)
- Billboard Japan Top Jazz Albums of the Year (lista sprzedaży albumów jazzowych) (2009–2016)

## Nagroda Główna
| Rok  | Hot 100 of the Year                       | Artist of the Year    | Top Album of the Year                           |
| ---- | ----------------------------------------- | --------------------- | ----------------------------------------------- |
| 2009 | B’z – „Ichibu to zenbu”                   | EXILE                 | Exile – Exile Ballad Best                       |
| 2010 | Arashi – „Troublemaker”                   | EXILE                 | Exile – Aisubeki Mirai e                        |
| 2011 | AKB48 – „Everyday, Katyusha”              | AKB48                 | Mr. Children – Sense                            |
| 2012 | AKB48 – „Manatsu no Sounds good!”         | AKB48                 | Mr. Children – Mr. Children 2005–2010 ＜macro＞ |
| 2013 | AKB48 – „Koisuru Fortune Cookie”          | AKB48                 | Arashi – Love                                   |
| 2014 | Arashi – „Guts!”                          | Kana Nishino          | Various Artists – Frozen (soundtrack)           |
| 2015 | Sandaime J Soul Brothers – „R.Y.U.S.E.I.” | Kana Nishino          | Arashi – Japonism                               |
| 2016 | AKB48 – „Tsubasa wa iranai”               | AKB48                 | Arashi – Are You Happy?                         |
| 2017 | Gen Hoshino – „Koi”                       | Gen Hoshino           | Namie Amuro – Finally                           |
| 2018 | Kenshi Yonezu – „Lemon”                   | Kenshi Yonezu         | Namie Amuro – Finally                           |
| 2019 | Kenshi Yonezu – „Lemon”                   | Aimyon                | Arashi – 5x20 All the Best!! 1999–2019          |
| 2020 | Yoasobi – „Yoru ni Kakeru”                | Official Hige Dandism | Kenshi Yonezu – Stray Sheep                     |
| 2021 | Yuuri – „Dried Flower”                    | BTS                   | BTS – BTS, the Best                             |
| 2022 | Aimer – „Zankyosanka”                     | Ado                   | Snow Man – Snow Labo. S2                        |
| 2023 | Yoasobi – „Idol”                          | Yoasobi               | King & Prince – Mr.5                            |
| 2024 | Creepy Nuts – „Bling-Bang-Bang-Born”      | Mrs. Green Apple      | Snow Man – Rays                                 |